# (32791) 1989 TQ2
1989 تي كيو 2 (ويعرف أيضًا باسم (32791) 1989 تي كيو 2 وفق تسمية الكوكب الصغير) (بالإنجليزية: 1989 TQ2)‏ هو كويكب ضمن حزام الكويكبات؛ وترتيبه 32791 من حيث الاكتشاف.
اكتُشف هذا الجُرم الفلكي بواسطة شيلت جون بوبي في 3 أكتوبر 1989.

## وصلات خارجية
- (32791) 1989 TQ2 في قاعدة بيانات مختبر الدفع النفاث لأجرام النظام الشمسي الصغيرة

- الاكتشاف · مخطط المدار ·  العناصر المدارية · المعلمات المادية

- (32791) 1989 TQ2 على موقع ويكي سكاي: DSS2, SDSS, GALEX, IRAS, Hydrogen α, X-Ray, Astrophoto, Sky Map, Articles and images